# Ryan Seacrest
Ryan John Seacrest (Dunwoody, 24 december 1974) is een Amerikaanse presentator en producent, bekend van onder andere American Idol.

## Begin carrière
Seacrest begon zijn carrière op 16-jarige leeftijd als assistent bij WSTR-STAR 94, een van Atlanta's belangrijkste radiozenders. Onderwijl maakte hij zijn middelbare school af en studeerde hij journalistiek aan de Universiteit van Georgia. In 1993 presenteerde hij zijn allereerste televisieprogramma, Radical Outdoor Challenge, waarin sportlieden het tegen elkaar opnamen voor geldprijzen. Hij ging verder met zijn radiocarrière in Los Angeles, waar hij in 1995 dj werd bij Star 98.7 (KYSR-FM), een radiostation voor volwassenen. Ondanks al zijn andere projecten, bleef hij hier dj tot en met 2003. Ook presenteerde hij kleine televisieprogramma's als Gladiators 2000 en Click (1997), voordat hij in 2002 presentator werd bij American Idol.

## Verdere carrière

### American Idol
In 2002 accepteerde hij, samen met Brian Dunkleman, de positie van presentator bij American Idol. Het programma haalde hoge kijkcijfers, wat Seacrest nationaal bekend maakte. Het jaar erop werd hij de enige presentator van het programma toen Dunkleman besloot te vertrekken. Hij heeft hier een interessante relatie opgebouwd met jurylid Simon Cowell. Tijdens het programma proberen ze constant het laatste woord te hebben en maken elkaar graag belachelijk. Cowell maakt vooral opmerkingen en verwijzingen naar Seacrests seksuele geaardheid, waarop Seacrest vaak goed terugkomt met een slim antwoord. Hij laat ook geen kans voorbijgaan om opmerkingen te maken ten koste van Cowell. De interactie tussen de juryleden en Seacrest wordt vaak als een belangrijk onderdeel gezien van de massale aantrekkingskracht van American Idol.
In 2003 presenteerde Seacrest de spin-off van American Idol, American Juniors.

### On Air with Ryan Seacrest
In januari 2004 kwam Seacrest met het dagelijkse amusements- en praatprogramma On Air with Ryan Seacrest, dat door lage kijkcijfers geen lang bestaan kende. Ook werd Seacrest in januari 2004 de nieuwe radiopresentator van American Top 40, wat in heel Amerika op vele grote zenders wordt uitgezonden. 
In februari 2004 werd hij de presentator van zijn eigen dagelijkse ochtendshow op het populaire radiostation KIIS-FM in Los Angeles, eveneens genaamd On Air With Ryan Seacrest. Sinds 2008 wordt het programma syndicated op andere radiozenders aangeboden. Deze zenders nemen de rubrieken en presentaties over uit het originele programma en verwerken het in hun programmering, met hun eigen muziek en vormgeving. Voor grote radiozenders neemt Seacrest enkele op maat gemaakte presentaties op met de zendernaam erin. In tegenstelling tot vele andere ochtendshows wordt Seacrest's programma ook op andere dagdelen uitgezonden. Zo zendt het populaire Z100 in New York het programma tussen 10.00 en 14.00 uur uit.

### Live with Kelly and Ryan
Tussen mei 2017 en februari 2023 presenteerde hij samen met Kelly Ripa het programma Live with Kelly and Ryan, een programma wat sinds de start in 1983 vele presentatie teams heeft gekend. In 2023 besloot hij te stoppen, omdat hij veel moest reizen tussen zijn thuisstad Los Angeles en New York, waar het programma werd gemaakt. In de jaren dat hij het tv-programma maakte ging zijn dagelijkse ochtendshow op de radio ook gewoon door. Dit deed hij vanuit een radiostudio die in hetzelfde gebouw als de tv-studio gevestigd zat. Direct na zijn tv-optredens spoedde hij zich naar de radiostudio. 

### Overige optredens
In januari 2005 presenteerde Seacrest het Celebration of Freedom-concert in Washington voor president George W. Bush, de familie Bush en het leger van de Verenigde Staten. Op 30-jarige leeftijd kreeg hij een ster op de Hollywood Walk of Fame. In augustus 2005 werd bekend dat Seacrest uitvoerend producent en presentator van Dick Clark's New Year's Rockin' Eve zou worden. Ook viel hij weleens in als presentator bij CNN's televisieprogramma Larry King Live.
In januari 2006 sloot Seacrest een overeenkomst van 21 miljoen dollar met het Amerikaanse kanaal E!, waarvoor hij verschillende programma's produceert en presenteert. In datzelfde jaar won hij een Daytime Emmy Award voor het presenteren van The 2005 Walt Disney World Christmas Day Parade samen met Regis Philbin en Kelly Ripa.
In de zomer van 2007 had hij een kleine rol in de film Knocked Up, waarin hij zichzelf speelt. Op 16 september 2007 presenteerde hij de Primetime Emmy Awards. In 2010 sprak Seacrest de stem in van Father of Butter Pants voor de film Shrek Forever After.